# سابق الدين مثقال
الأمير سابق الدين مثقال، كان يشغل وظيفة قائد السفن الحربية في عهد السلطان الأشرف شعبان. ولقب بالطواشي وهو لقب الخصيان من الغلمان. ولد في القرن الرابع عشر ميلادي، وتوفي عام 776هـ. وكان خادم عند السيدة تذكار باي خاتون، بنت الملك الظاهر بيبرس.

## خلفية
ترقى في المناصب حتى وصل إلى مقدم المماليك السلطانية الأشرفية «نسبة للسلطان الأشرف شعبان». فكما يبدو من المصادر التاريخية أنه كان يشغل وظيفة قائد السفن الحربية في عهد السلطان الأشرف شعبان، وقد كانت بينه وبين الأمير يلبغا الخاصكي القائم بدولة السلطان الأشرف شعبان مشاحنات ترتب عليها أن قبض عليه يلبغا وضربه داخل القصر السلطاني بالقلعة ثم نفاه إلى أسوان.
وعندما قتل يلبغا الخاصكي استدعاه السلطان شعبان وأعاده مقدماً للمماليك السلطانية، وقد أنشأ مسجداً لسيدته تذكار باي ظل عامراً حتى عصر المقريزي (1364-1442م)، مكانه اليوم جامع الجزيرة المطل على النيل بمنطقة الجزيرة.